# 5668 Foucault
För andra betydelser, se Foucault.
5668 Foucault eller 1984 FU är en asteroid i huvudbältet som upptäcktes den 22 mars 1984 av den tjeckiske astronomen Antonín Mrkos vid Kleť-observatoriet i Tjeckien. Den är uppkallad efter den franske fysikern Léon Foucault.
Asteroiden har en diameter på ungefär 5 kilometer och den tillhör asteroidgruppen Flora.